# 匝瑪利巴
匝瑪利巴(梵文：Camaripa)，印度大乘密宗人士，八十四成就者之一。

## 簡介
匝瑪利巴這個名字的意思是「鞋匠」。一天，匝瑪利巴的鞋店來了一位修行者，鞋匠一見，馬上放下手邊工作向上師求法，修行人感到匝瑪利巴的誠意，於是為匝瑪利巴全家人灌頂，並傳授教法。
匝瑪利巴得到上師的灌頂與指導後便離家到山上修行，持續修行了十二年，獲得大手印的即身成就。其間，製鞋的俗業，每天都有各種天人來為他代勞，因此城裡的人都沒有察覺他在修行。某天，同行前來拜訪，看到鞋匠匝瑪利巴在禪修，而鞋子和鐵鎚都在空中飛舞，此事才公開。之後匝瑪利巴傳授許多教法，就度無量眾生後，進入空行淨土。